# Rhogeessa parvula
Rhogeessa parvula е вид бозайник от семейство Гладконоси прилепи (Vespertilionidae).

## Разпространение
Видът е разпространен в Мексико.